# Furna das Feiticeiras
A Furna das Feiticeiras é uma gruta portuguesa localizada na freguesia de Santa Bárbara, concelho de Angra do Heroísmo, ilha Terceira, arquipélago dos Açores.
Esta cavidade apresenta uma geomorfologia de origem vulcânica em forma de fenda em encosta.